# خروك (شنبة)
خروك (بالفارسية: خروک) هي قرية تقع في إيران في قسم شنبة الريفي.